# 貝爾馬 (內布拉斯加州)
貝爾馬（英語：Belmar）是位於美國內布拉斯加州基斯縣的普查規定居民點。

## 歷史
貝爾馬的郵局於1910年設立，其後於1941年停運。

## 人口
根據2020年美國人口普查的數據，貝爾馬的面積為11.87平方千米，皆為陸地。當地共有人口199人，而人口密度為每平方千米16.76人。